# Oxford Circus (stacja metra)
Oxford Circus – podziemna stacja metra w Londynie, położona przy Oxford Circus, w dzielnicy City of Westminster. Jej 6 peronów obsługuje trzy linie: Bakerloo Line, Central Line i Victoria Line. Rocznie korzysta z niej ok. 72 miliony osób, co daje jej pierwsze miejsce wśród stacji metra nieposiadających bezpośredniego połączenia z linią kolejową, pierwsze miejsce wśród stacji Bakerloo Line i czwarte wśród wszystkich stacji metra w Londynie. Leży w pierwszej strefie biletowej.